# Ludmila de Bohemia
Santa Ludmila de Bohemia (c. 860, Mělník – 15 de septiembre de 921, Tetín, cerca de Beroun) fue duquesa consorte de Bohemia al ser esposa de Bořivoj I de Bohemia. Ludmila es venerada como santa por la Iglesia ortodoxa y la Iglesia católica. Ludmila era hija del príncipe eslavo Slavibor, quien pactó con Hostivít el matrimonio de Bořivoj I con Ludmila. Ludmila tuvo tres hijos y tres hijas, dos de ellos fueron los duques bohemios Spytihněv I y Bratislao I. Ludmila fue también abuela de san Venceslao I de Bohemia, conocido como El buen rey Venceslao.
La pareja contrajo matrimonio en 874. Su esposo se convirtió al cristianismo y fue bautizado por San Metodio, el apóstol de los eslavos, en algún lugar de Moravia. Tiempo después, el mismo San Metodio bautizó a Ludmila en Bohemia. Los esfuerzos de la pareja para propagar el cristianismo en sus dominios provocaron que una revuelta de la nobleza encabezada por Strojmir les obligara a marchar al exilio. Sin embargo, la pareja logró regresar y ocupar de nuevo el trono durante algunos años.

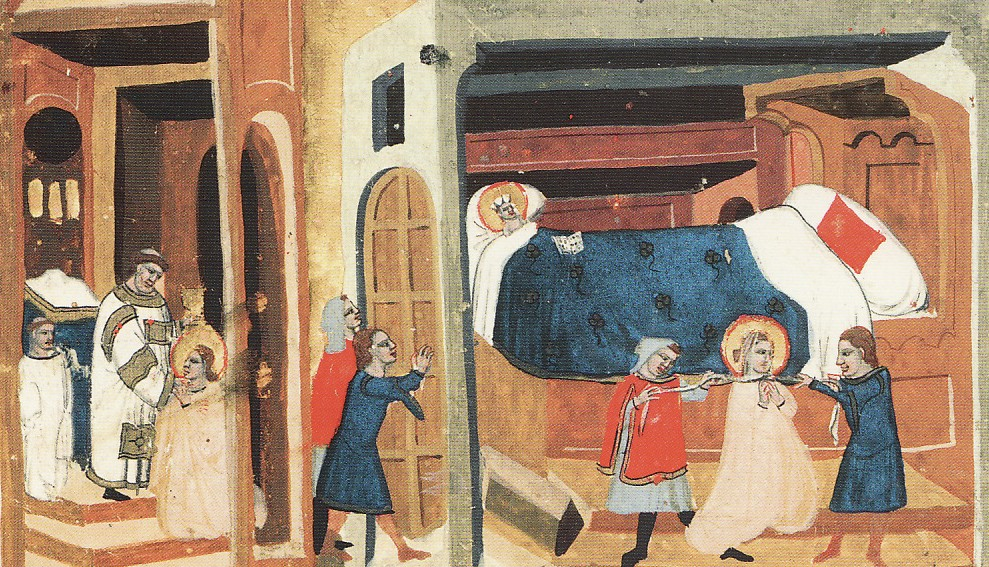
Asesinato de Santa Ludmila.

Tras la muerte de su marido Bořivoj I sobre el año 888, Ludmila se retiró a Tetín, cerca de Beroun, y Bohemia pasó a estar bajo dominio de Svatopluk I de la Gran Moravia hasta que el primogénito de Ludmila, Spytihněv, logró de nuevo la independencia de Bohemia. Tras dos años de reinado, Spytihněv murió siendo sucedido por su hermano Bratislao. Cuando Bratislao murió en 921, su hijo de catorce años, Venceslao, fue proclamado soberano de Bohemia, quien se había criado con Ludmila en Tetín. Ludmila había sido la principal educadora de Venceslao y su influencia sobre el muchacho era grande, de ahí que su nuera y madre de Venceslao estuviera celosa de Ludmila y supusiera un problema para la regencia. Drahomíra, la nuera de Ludmila, mandó a dos varegos que asesinaran a Ludmila en el castillo de Tetín, supuestamente estrangulada con su propio velo, símbolo de su martirio.
En un principio Ludmila fue sepultada en la iglesia de San Miguel de Tetin. Algunos años antes del año 1100, sus restos fueron trasladados a la iglesia de San Jorge de Praga, probablemente por su nieto Venceslao. Santa Ludmila es considerada la patrona de Bohemia y de la República Checa, de los conversos, de las duquesas, de los problemas con la familia política y de las viudas. Fue elevada a los altares poco tiempo después de su muerte. Su culto fue iniciado por su nieta pequeña, Mlada, abadesa del convento benedictino de San Jorge, en el Castillo de Praga. La iglesia de Santa Ludmila, una de las mayores iglesias de Praga de finales del siglo XIX, le fue dedicada en 1892.